# Återhämtning

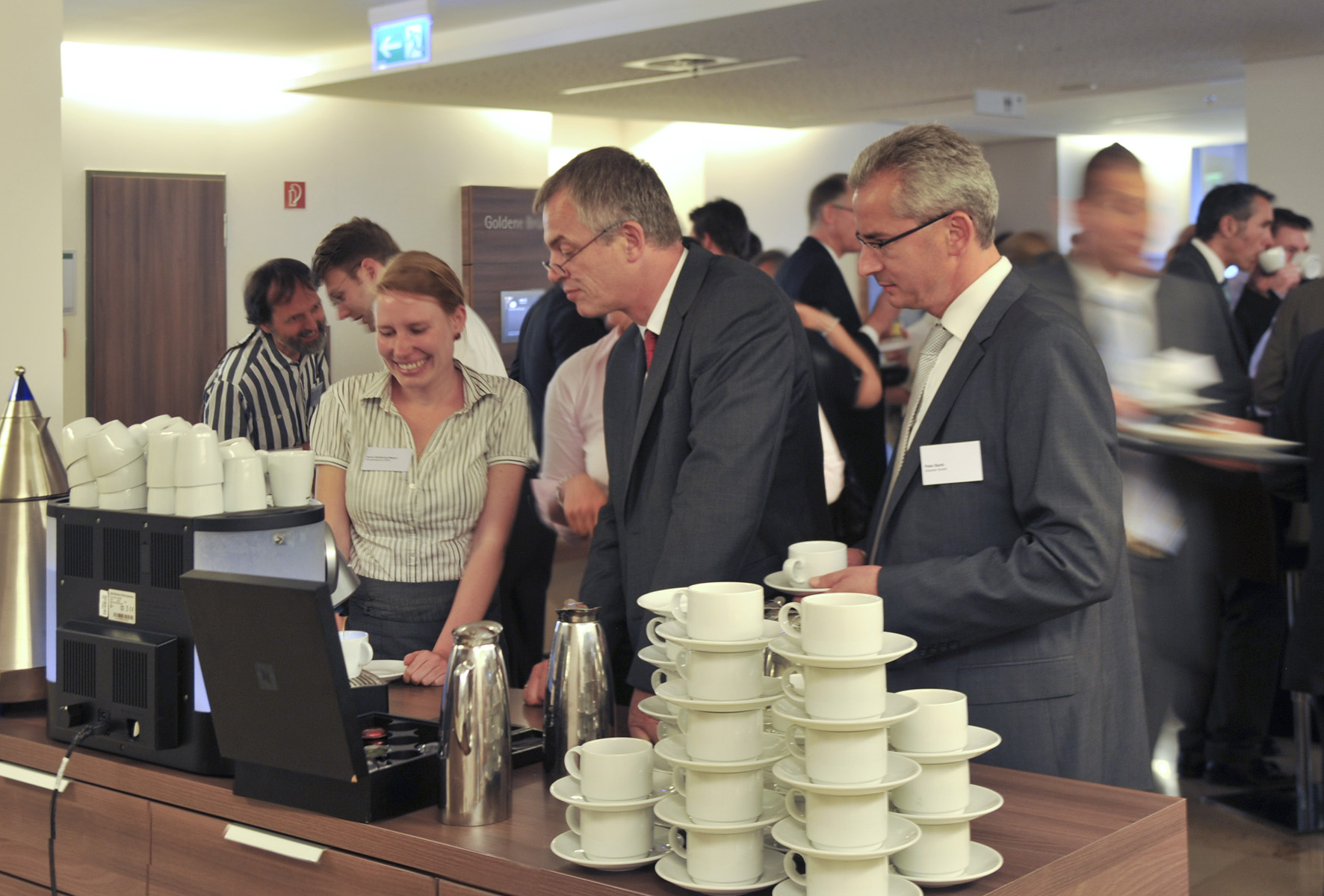
Återhämtning i form av kaffepaus under en konferens.

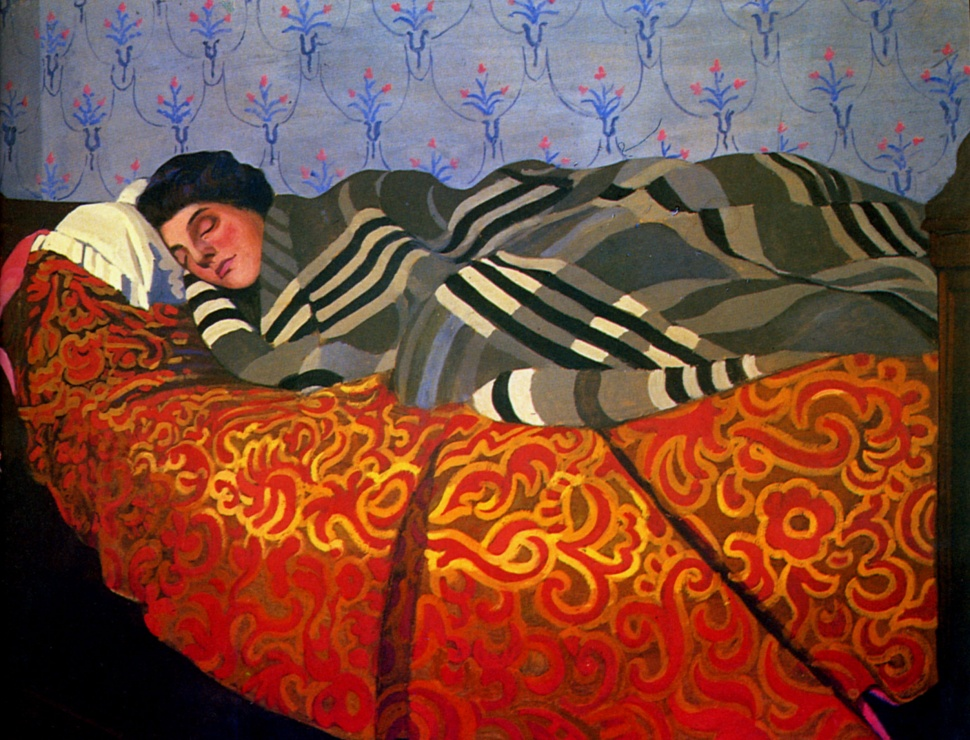
Återhämtning i form av sömn. Här illustrerat av Félix Vallotton.

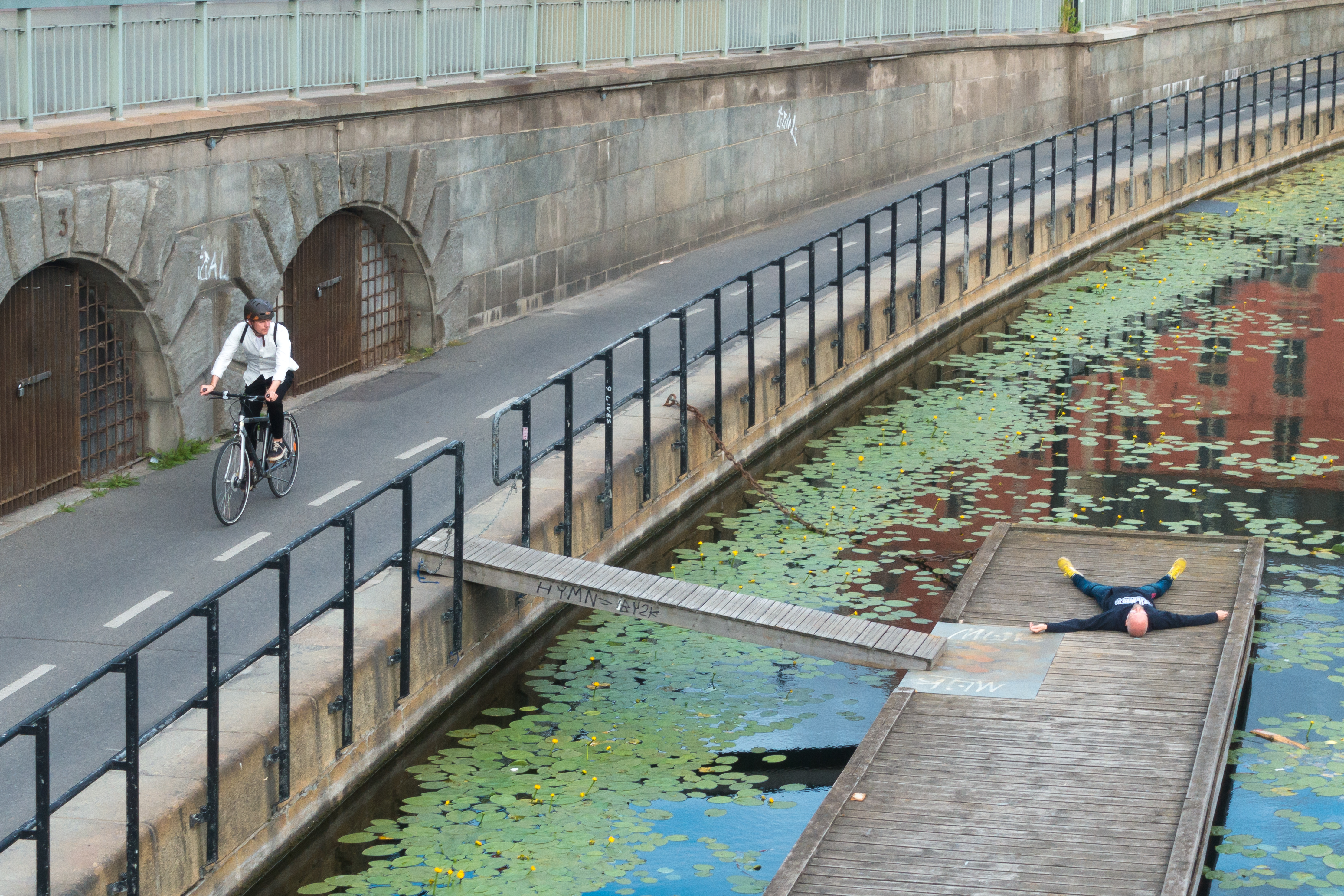
Vila och återhämtning efter löpträning.

Återhämtning innebär inom hälsovård, att kroppen får tid att vila ut och repareras/byggas upp igen och är ett centralt begrepp inom området hälsa och arbetsliv. Återhämtning behövs när kroppen utsatts för längre fysisk och/eller mental ansträngning till exempel utsatts för stress. Ständig stress och bristande återhämtning minskar kroppens reparationsförmåga. Återhämtning kan se olika ut och kräver olika lång tid beroende på vilka påfrestningar en människa utsätts för. Möjlighet till återhämtning efter ansträngningar är grundläggande för att förhindra skadlig stress. Balans mellan förbrukning och återuppbyggnad av mentala och kroppsliga resurser är en så kallad friskfaktor för människor. 
I arbetslivet är möjlighet till återhämtning viktigt för att kunna förebygga förslitningsskador och annan ohälsa. Arbetet måste därför utformas så att det ger möjligheter till pauser. Skiftarbete kan medföra särskilda problem och det är viktigt att få längre återhämtningsperioder efter längre skift. 
Sömn är den viktigaste faktorerna för återhämtning och reparation. Sömnbrist minskar motståndskraften mot andra sjukdomar och är en stressor i sig som kan påverka möjligheten till återhämtning. Sömnproblem är nästan alltid en faktor vid utbrändhet/utmattningsdepressioner. 